# Saltschak Kalbakchorekowitsch Toka
Saltschak Kalbakchorekowitsch Toka (russisch Салчак Калбакхорекович Тока; * 2. Dezemberjul. / 15. Dezember 1901greg. in Saryg-Sep; † 11. Mai 1973 in Kysyl) war ein tuwinischer und sowjetischer Politiker. Er war von 1932 bis 1944 Regierungschef der unabhängigen Tuwinischen Volksrepublik und auch nach deren Eingliederung in die Sowjetunion bis zu seinem Tod die bestimmende Figur der tuwinischen Politik.

## Leben
Saltschak Toka war Mitglied der Kommunistischen Universität der Werktätigen des Ostens in Moskau und Kysyl. Mit sowjetischer Unterstützung putschte er im Januar 1929 gegen die Regierung des auf Eigenständigkeit orientierten Ministerpräsident Donduk Kuular und übernahm die Regierung in der Tuwinischen Volksrepublik. Er wurde auch Vorsitzender des Zentralkomitees der Revolutionären Volkspartei von Tuwa und am 6. März 1932 deren Generalsekretär.
Saltschak Toka knüpfte enge Kontakte mit Stalin. Nach der Hinrichtung Donduk Kuulars 1932 wurde Saltschak Toka unumschränkter Herrscher Tuwas. Er führte rigoros Reformen in Richtung eines realsozialistischen Systems nach sowjetischem Vorbild ein. Unter seiner Führung wurde die Landwirtschaft, die bislang von Nomaden getragen wurde, kollektiviert und die traditionellen Religionen (Schamanismus und Lamaismus/Buddhismus) unterdrückt. Er führte einen Personenkult um sich ein. Für seine literarischen Werke wurden ihm zahlreiche sowjetische Preise verliehen.
Nach der Eingliederung der Tuwinischen Volksrepublik in die Sowjetunion blieb Toka bis zu seinem Tod 1973 Generalsekretär der tuwinischen Abteilung der KPdSU.
Seine Ehefrau Chertek Amyrbitowna Antschimaa-Toka war von 1940 bis 1944 Staatsoberhaupt ihres Landes, das erste weibliche Staatsoberhaupt einer Republik.